# Tinus van Doorn

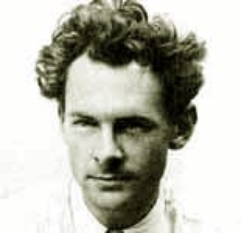
Tinus van Doorn

Martinus Jacob ("Tinus") van Doorn (Padang, 2 juni 1905 – Ukkel, 17 mei 1940) was een Nederlands kunstschilder, tekenaar en graficus. Hij werkte in een aan het expressionisme verwante stijl.

## Leven en werk
Van Doorn werd geboren op Sumatra. Toen hij acht was kwam het gezin terug naar Nederland en vestigde zich in Breda, waar hij de HBS bezocht. In deze tijd maakte hij al veel houtsneden met vooral aandacht voor de dierenwereld. In 1924 begon hij een studie aan de Academie van Beeldende Kunsten en behaalde er zijn tekenakte. In 1928 ging hij wonen in Oegstgeest en een jaar later vestigde hij zich in Rotterdam, waar hij in 1929 trouwde met de vijftien jaar oudere pianiste Akkie Vermeulen.
Van Doorn had reeds op de tekenacademie moeite met de academische structuur en voortdurend zou hij blijven zoeken naar een eigen expressie. "Ik streef in mijn werk naar de weergave van de bevreemding en de wonderlijkheid, die deze wereld voor mij heeft. Ik streef niet naar de uitbeelding van de realiteiten, maar zoek veeleer te componeren met vorm en kleur, vooral met de kleur, als draagster van gevoelswaarden", zo schreef hij in 1932 in een catalogus bij een expositie van zijn werk in Rotterdam.
Van Doorn experimenteerde voortdurend met vorm en kleur. Zijn werk is duidelijk verwant aan de Belgische expressionisten, Franz Marc en Marc Chagall. Ook zijn invloeden zichtbaar vanuit het kubisme en de primitieve kunst. Daarbij kiest hij voor uiteenlopende thema's: dieren vooral, arcadische landschappen, Bijbelse taferelen, boeren, zwervers, kermis- en circusvoorstellingen en andere mensen aan de zelfkant van de maatschappij. Later speelt ook de dood een belangrijke rol. Zijn schilderijen zijn fantasierijk en kenmerken zich door een zekere intimiteit en kwetsbaarheid, maar ook door een bepaalde dreiging. In zijn tekeningen zien we veel naakten.
Binnen kunstenaarskringen werd Van Doorns werk altijd hooglijk gewaardeerd, diverse musea kochten zijn werk en in 1933 exposeerde hij in het Stedelijk Museum. Toch kon hij maar moeilijk rondkomen van de kunst. Hij werkte dan ook veelvuldig bij als illustrator, onder andere voor literaire werken van Jan Jacob Slauerhoff, Albert Helman, Anton Coolen en Martinus Nijhoff. 
In 1933 verhuisden Van Doorn en zijn vrouw naar Laren in de Achterhoek. De opkomst van het nationaalsocialisme stemde hem somber. Hij voelde dit als een bedreiging en ervoer de gedachte aan mogelijke aantasting van zijn geestelijke vrijheid als onverdraaglijk. In 1938 verhuisde hij met zijn vrouw naar Ukkel in België. Hij ontmoette er Jan van Nijlen en maakte enkele prenten die hij samen met  korte, grappige  beeldgedichten van de dichter wilde uitgeven als Berijmde prenten uit het aards Paradijs. Op de dag dat de Duitsers in 1940 Brussel bezetten maakten Tinus en zijn vrouw beiden een einde aan hun leven.
Het oeuvre van Tinus van Doorn telt een 150-tal schilderijen, 400 tekeningen, linoleumsneden, 15 beeldhouwwerken, decorontwerpen en illustraties voor romans, gedichtenbundels en kinderboekjes. Zijn werk is onder andere vertegenwoordigd in de collectie van het Stedelijk Museum te Amsterdam, de Lakenhal te Leiden, het Museum Belvedere te Heerenveen, Museum Boijmans Van Beuningen te Rotterdam, het Gemeentemuseum Den Haag en het Van Abbemuseum te Eindhoven.

## Galerij

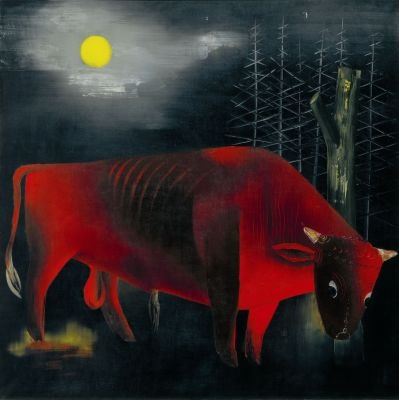
Rode stier
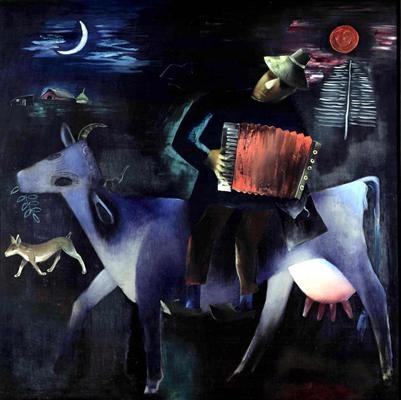
Vlaamse kermis
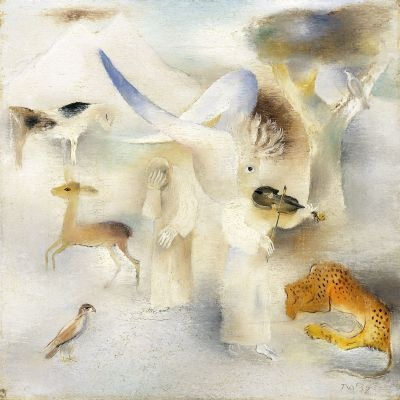
Orpheus speelt voor de dieren
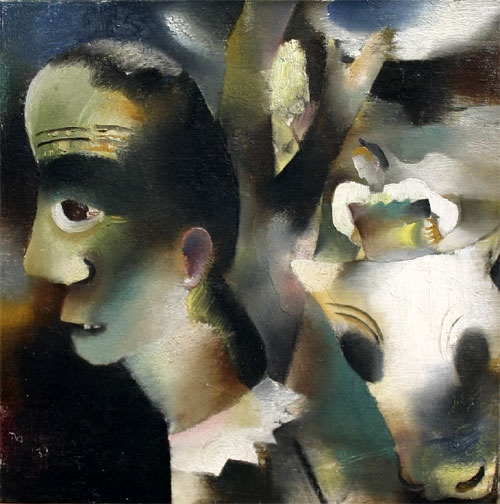
Meisje met kalf
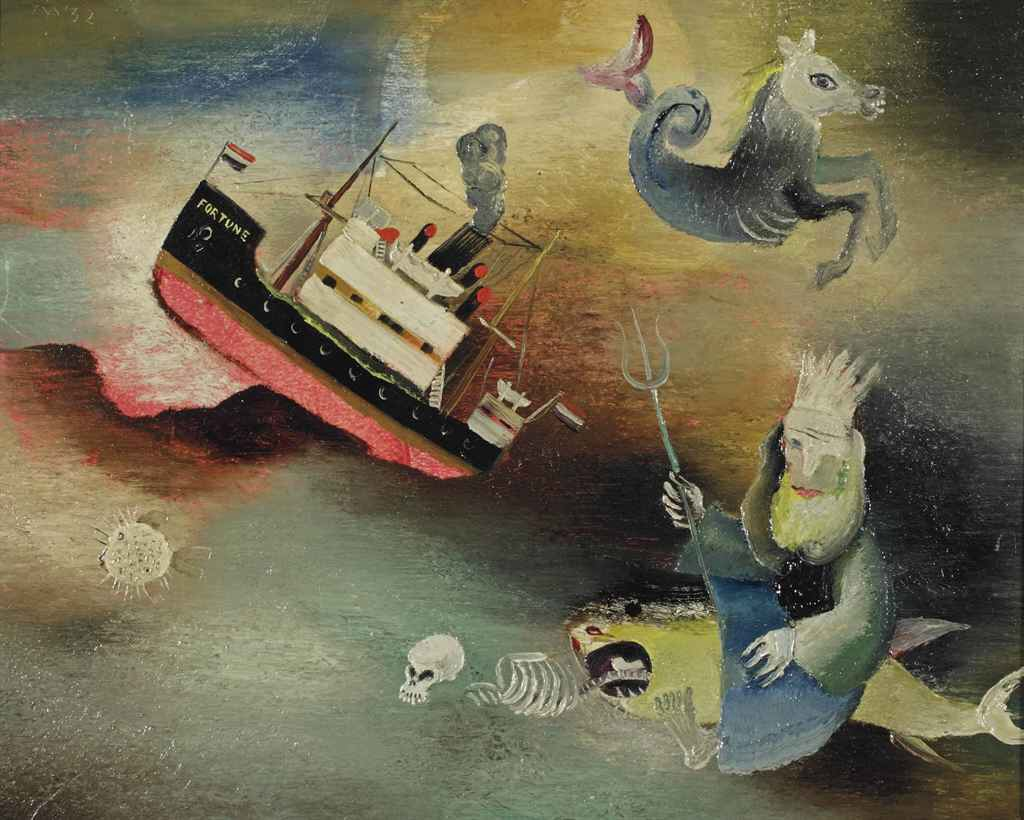
Fortuin
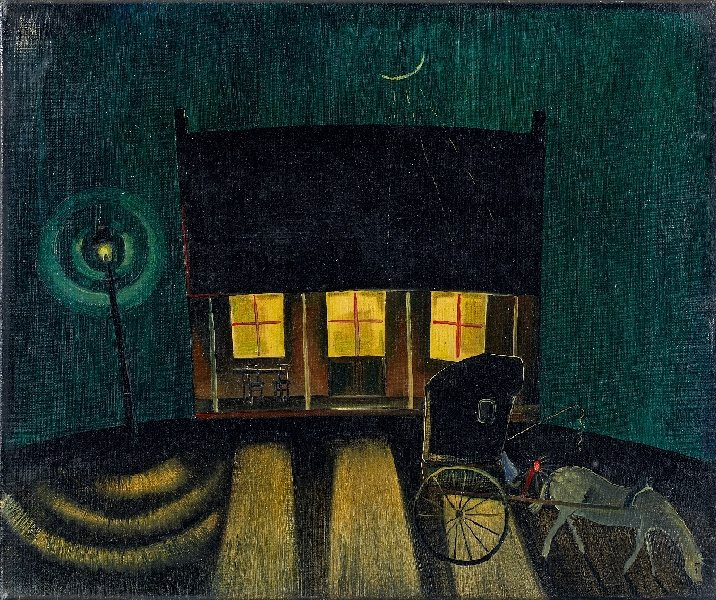
Koets voor een felverlicht huis
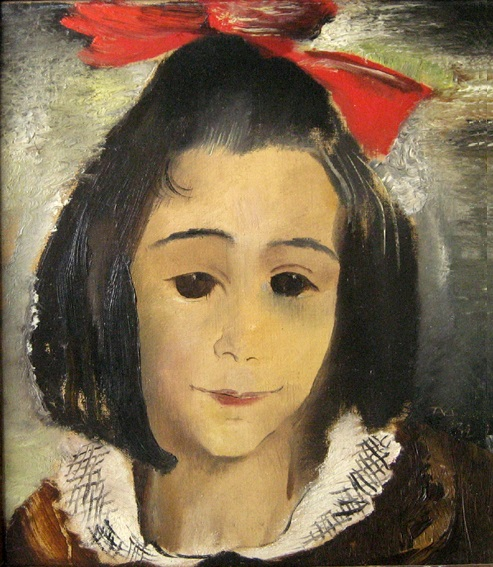
Meisje
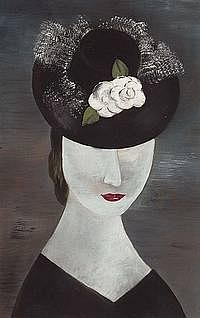
Dame met hoed
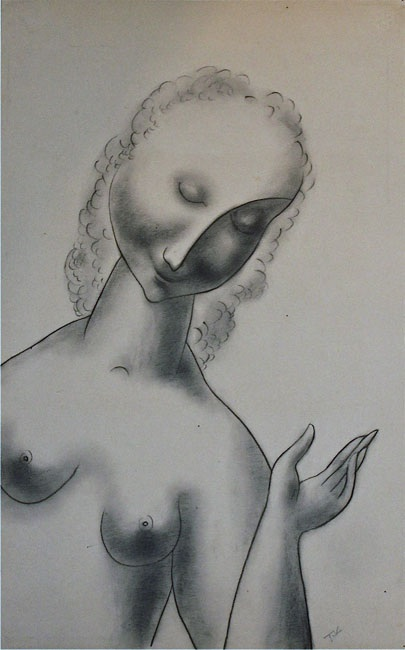
Vrouwenfiguur
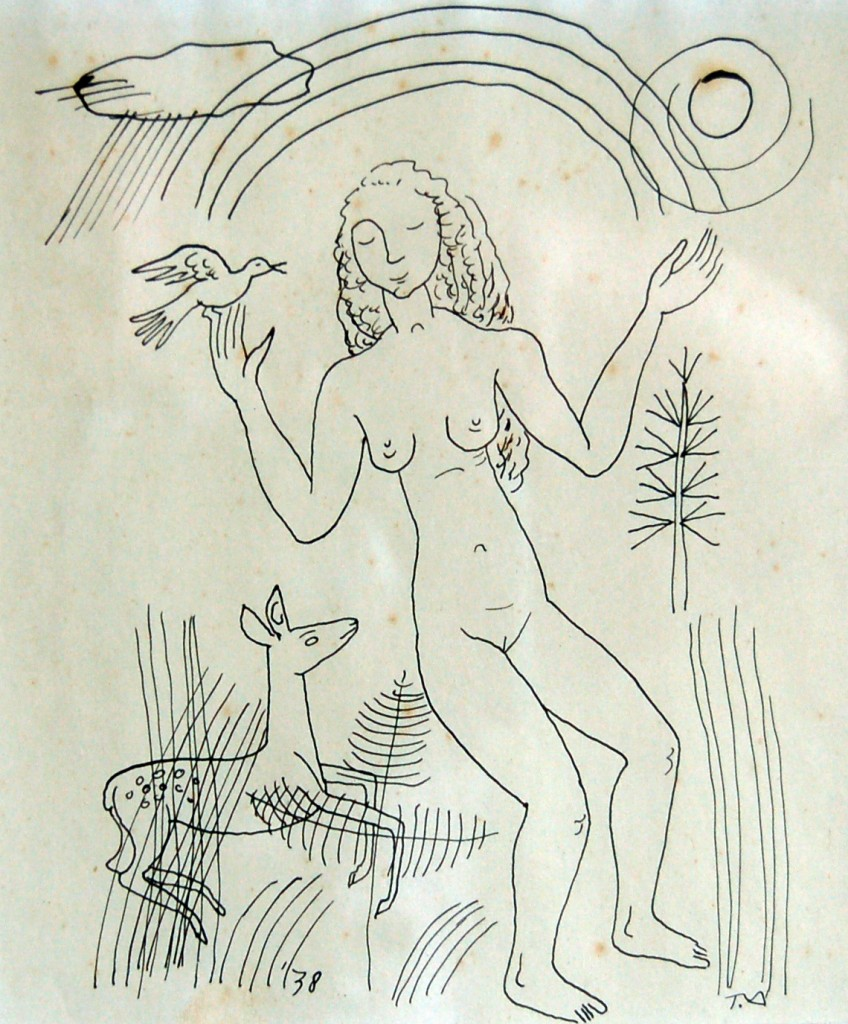
Vrouwelijk naakt (Akkie)
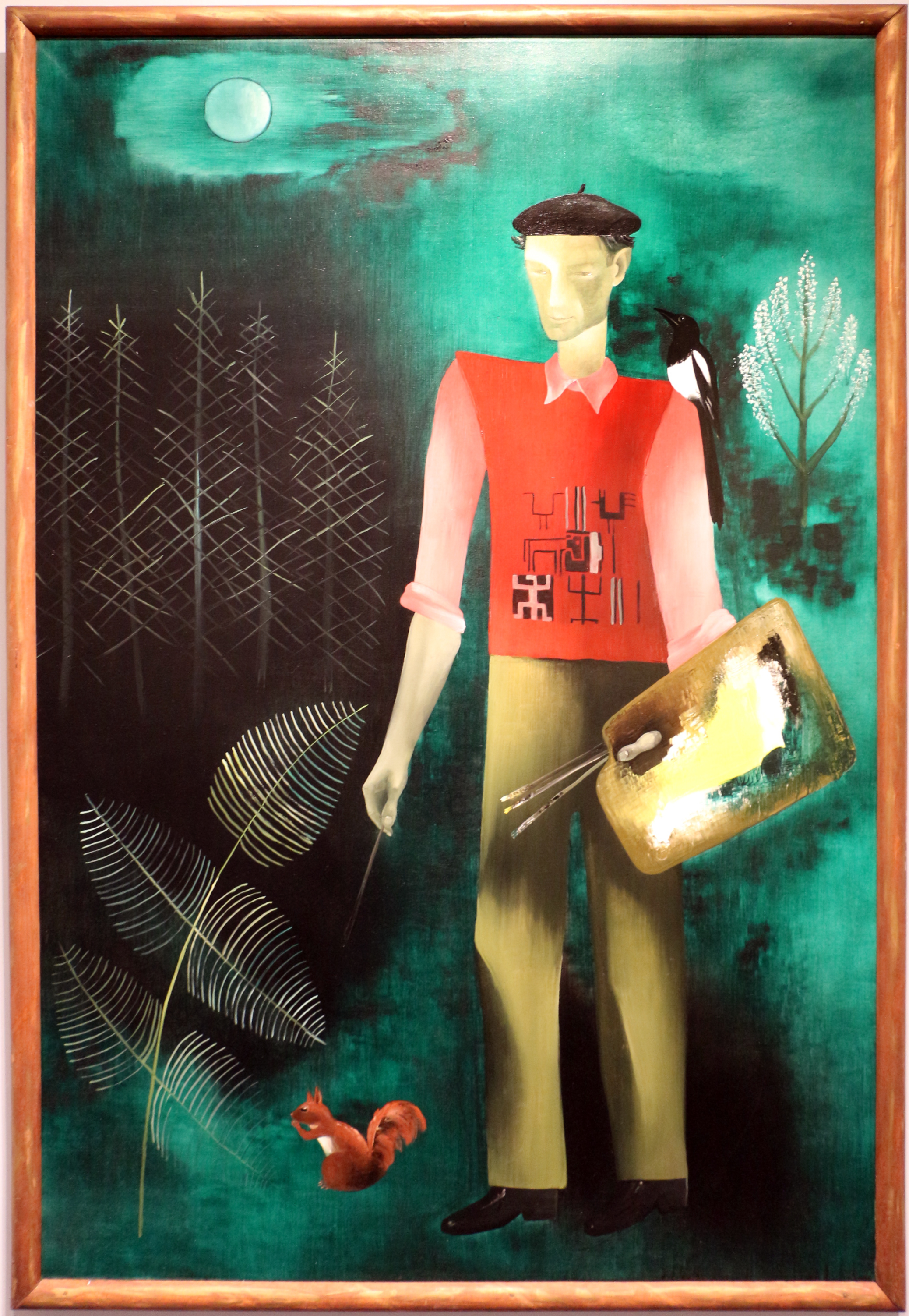
Zelfportret met ekster Gerrit